# Finansije
Finansija  predstavljaju svojevrsnu umetnost i nauku upravljanja novcem.
Poreklo reči finansije nije utvrđeno, jedni tvrde da je germanskog а drugi romanskog porekla.  Srednjovekovno značenje je ‘finatio’ koja se upotrebljava u smislu zaključka, sudske odluke ali i plaćanja. Zatim se formira kao termin u Francuskoj koji dalje prodire u druge zemlje, vezujući se za raznovrsne novčane poslove.
Sama pojava finansija je vezana za pre svega novac i novčana plaćanja, analogno ovome finansije će postojati dokle god postoji i novac. Ovo znači да gde god imali robnu proizvodnju i delovanje zakona vrednosti izraženom u novcu imaćemo i finansije. Finansije su istorijski uslovljena kategorija. Priroda finansija je novčana, odnosno monetarna.
Finansije su najstarija disciplina ekonomske nauke. Prve naznake finansija se vezuju za Srednji vek. Ipak do pravog zamaha ove nauke dolazi sa nastankom kapitalizma, posebno od perioda liberalnog kapitalizma u XX veku Velika svetska ekonomska kriza 30-tih godina je dala podsticaj razvoju nauke o finansijama, pri čemu se u početku analiza fokusirala na razmatranju funkcija države (kada se akcenat stavlja na proučavanje poreza), da bi se vremenom sve veća pažnja posvećivala mikro aspektu, odnosno načinu proučavanja finansija u preduzeću.  
Najveća zasluga za izdvajanje finansija kao posebne naučne discipline pripada Karlu Heirih van Rayu i njegovom djelu Osnovi finansijske nauke – prva polovina 19. veka.
Važna tema u finansijama su razni finansijski instrumenti kao: dionice, obveznice, opcije. Redovno u obziru su pojedinačni instrumenti koji su omogućeni za javnu izdaju i razmenu na berzi.

## Finansijski sistem
Kao što je gore navedeno, finansijski sistem se sastoji od tokova kapitala koji se odvijaju između pojedinaca i domaćinstava (lične finansije), vlada (javne finansije) i preduzeća (finansije preduzeća). „Finansije” stoga proučavaju proces kanalisanja novca od štediša i investitora ka subjektima kojima je to potrebno. Štediše i investitori imaju na raspolaganju novac koji bi mogao zaraditi kamatu ili dividende ako se stavi u produktivnu upotrebu. Pojedinci, kompanije i vlade moraju dobiti novac iz nekog spoljašnjeg izvora, kao što su zajmovi ili krediti, kada nemaju dovoljno sredstava za rad.
Uopšteno govoreći, entitet čiji prihod premašuje njegove rashode može pozajmiti ili investirati višak, sa namerom da zaradi pravičan povraćaj. Shodno tome, entitet gde je prihod manji od rashoda može prikupiti kapital obično na jedan od dva načina: (i) pozajmljivanjem u obliku zajma (privatna lica), ili prodajom državnih ili korporativnih obveznica; (ii) od strane korporacije koja prodaje vlasnički kapital, koji se takođe naziva akcije (koje mogu imati različite oblike: preferencijalne akcije ili obične akcije). Vlasnici obveznica i akcija mogu biti institucionalni investitori – finansijske institucije kao što su investicione banke i penzioni fondovi – ili privatna lica, koja se nazivaju privatni investitori ili maloprodajni investitori.
Pozajmljivanje je često indirektno, preko finansijskog posrednika kao što je banka, ili putem kupovine menica ili obveznica (korporativne obveznice, državne obveznice ili uzajamne obveznice) na tržištu obveznica. Zajmodavac prima kamatu, zajmoprimalac plaća veću kamatu nego što prima zajmodavac, a finansijski posrednik zarađuje razliku za ugovaranje zajma. Banka objedinjuje aktivnosti mnogih zajmoprimaca i zajmodavaca. Banka prihvata depozite od zajmodavaca, na koje plaća kamatu. Banka zatim pozajmljuje ove depozite zajmoprimaocima. Banke dozvoljavaju zajmoprimcima i zajmodavcima, različitih veličina, da koordiniraju svoje aktivnosti.
Finansije omogućavaju proizvodnji i potrošnji u društvu da rade nezavisnije jedna od druge. Bez upotrebe finansijske alokacije, proizvodnja bi se morala odvijati u istom vremenu i prostoru kada i potrošnja. Kroz finansije, može se dozvoliti postojanje vremensko-prostorne udaljenosti između proizvodnje i potrošnje.
Ulaganje obično podrazumeva kupovinu akcija, bilo pojedinačnih hartija od vrednosti, ili putem zajedničkog fonda. Korporacije obično prodaju akcije investitorima kako bi prikupile potreban kapital u obliku „vlasničkog finansiranja“, za razliku od prethodno opisanog finansiranja putem duga. Finansijski posrednici ovde su investicione banke. Investicione banke pronalaze početne investitore i olakšavaju listing hartija od vrednosti, obično akcija i obveznica. Pored toga, one olakšavaju rad berze hartija od vrednosti, koje omogućavaju njihovu naknadnu trgovinu, kao i različite pružaoce usluga koji upravljaju performansama ili rizikom ovih investicija. Ovo poslednje uključuje zajedničke fondove, penzione fondove, menadžment bogatstva i berzanske brokere, koji obično opslužuju maloprodajne investitore (privatna lica).
Međuinstitucionalna trgovina i investicije, kao i upravljanje fondovima na ovom nivou, nazivaju se „finansiranje na veliko“. Institucije ovde proširuju ponuđene proizvode, sa povezanim trgovanjem, tako da uključuju opcije po meri, razmene i strukturirane proizvode, kao i specijalizovano finansiranje; ovaj „finansijski inženjering“ je inherentno matematički, a ove institucije su tada glavni poslodavci „kvantovi“ (pogledajte ispod). U ovim institucijama, upravljanje rizikom, regulatorni kapital i usklađenost igraju glavnu ulogu.

## Oblasti finansija
Kao što je istaknuto, finansije se u širem smislu sastoje od tri oblasti ličnih finansija, korporativnih finansija i javnih finansija. One se, isto tako, preklapaju i na njih su primenljive različite aktivnosti i poddiscipline — uglavnom investicije, upravljanje rizikom i kvantitativne finansije.

### Lične finansije
Lične finansije se definišu kao „pažljivo planiranje novčane potrošnje i štednje, uz istovremeno razmatranje mogućnosti budućeg rizika“. Lične finansije mogu uključivati plaćanje obrazovanja, finansiranje trajnih dobara kao što su nekretnine i automobili, kupovinu osiguranja, ulaganja i štednju za penziju. Lične finansije mogu takođe uključivati plaćanje zajma ili drugih dugova. Smatra se da su glavne oblasti ličnih finansija prihodi, potrošnja, štednja, ulaganje i zaštita. Sledeći koraci, kako je naveo Odbor za standarde finansijskog planiranja, sugerišu da će pojedinac razumeti potencijalno siguran plan ličnih finansija nakon:
- Kupovina osiguranja radi zaštite od nepredviđenih ličnih događaja;
- Razumevanje efekata poreskih politika, subvencija ili kazni na upravljanje ličnim finansijama;
- Razumevanje efekata kredita na finansijsko stanje pojedinca;
- Izrada plana štednje ili finansiranje za velike kupovine (automobil, obrazovanje, kuća);
- Planiranje sigurne finansijske budućnosti u okruženju ekonomske nestabilnosti;
- Traženje tekućeg i/ili štednog računa;
- Priprema za penziju ili drugih dugoročnih troškova.[9]

## Literatura
- Graham, Benjamin; Jason Zweig (2003-07-08) [1949]. The Intelligent Investor. Warren E. Buffett (collaborator) (2003 изд.). HarperCollins. front cover. ISBN 0-06-055566-1.
- Graham, B. and Dodd, D. and Dodd, D.L.F. (1934). Security Analysis: The Classic 1934 Edition. McGraw-Hill Education. ISBN 978-0-070-24496-2. LCCN 34023635.
- Rich Dad Poor Dad: What the Rich Teach Their Kids About Money That the Poor and Middle Class Do Not!, by Robert Kiyosaki and Sharon Lechter. Warner Business Books, 2000.  0-446-67745-0
- Clason, George (2015). The Richest Man in Babylon: Original 1926 Edition. CreateSpace Independent Publishing Platform. ISBN 978-1-508-52435-9.
- Bogle, John Bogle (2007). The Little Book of Common Sense Investing: The Only Way to Guarantee Your Fair Share of Stock Market Returns. John Wiley and Sons. стр. 216. ISBN 9780470102107.
- Buffett, W. and Cunningham, L.A. (2009). The Essays of Warren Buffett: Lessons for Investors and Managers. John Wiley & Sons (Asia) Pte Limited. ISBN 978-0-470-82441-2.
- Stanley, Thomas J. and Danko, W.D. (1998). The Millionaire Next Door. Gallery Books. ISBN 978-0-671-01520-6. LCCN 98046515.
- Soros, George (1988). The Alchemy of Finance: Reading the Mind of the Market. A Touchstone book. Simon & Schuster. ISBN 978-0-671-66238-7. LCCN 87004745.
- Fisher, Philip Arthur (1996). Common Stocks and Uncommon Profits and Other Writings. Wiley Investment Classics. Wiley. ISBN 978-0-471-11927-2. LCCN 95051449.
- Backhouse, Roger E., and Yann Giraud. "Circular flow diagrams." in: Famous Figures and Diagrams in Economics (2010): 221–230. Chapter 23.
- Richard Cantillon, Chantal Saucier (translation) & Mark Thornton (editor) (2010) [1755]. An Essay on Economic Theory. Auburn, Alabama: Ludwig von Mises Institute.  0-415-07577-7.
- Daraban, Bogdan (2010). „Introducing the Circular Flow Diagram to Business Students.”. Journal of Education for Business. 85 (5): 274—279..
- Mankiw, Gregory (2011). Principles of Economics, 6th edition. Thomson Europe.
- Marks, Melanie, and Gemma Kotula (2009). „Using the circular flow of income model to teach economics in the middle school classroom.”. The Social Studies. 100 (5): 233—242..
- Lloyd A. Metzler. “Three Lags in the Circular Flow of Income”, in: Income, Employment and Public; essays in honor of Alvin H. Hansen, Lloyd A Metzler; New York, W.W. Norton [1948]. pp. 11–32
- Antoin E. Murphy. „John Law and Richard Cantillon on the circular flow of income.”. Journal of the History of Economic Thought. 1 (1): 47—62. 1993..
- Sloman, John (1999). Economics, 3rd edition. Prentice Economics. Europe: Prentice-Hall. ISBN 0-273-65574-4.
- Kwok, H., Milevsky, M., and Robinson, C. (1994) Asset Allocation, Life Expectancy, and Shortfall, Financial Services Review, 1994, vol 3(2), pg. 109–126.
- Opdyke, J.D. (2010). The Wall Street Journal. Complete Personal Finance Guidebook. The Wall Street Journal Guidebooks. Crown Publishing Group. стр. 256. ISBN 978-0-307-49887-8.
- Dominguez, J.R. and Robin, Vicki (1993). Your Money Or Your Life: Transforming Your Relationship with Money and Achieving Financial Independence. Penguin Books. ISBN 978-0-140-16715-3. LCCN 92003027.
- Bach, D. (2009). The Automatic Millionaire: Canadian Edition: A Powerful One-Step Plan to Live and Finish Rich. Doubleday Canada. ISBN 978-0-307-37209-3.
- Ramsey, Dave (2003). The Total Money Makeover: A Proven Plan for Financial Fitness. Thomas Nelson. ISBN 978-1-418-52999-4.
- Jensen, Michael C.; Smith. Clifford W. (29. 9. 2000). The Theory of Corporate Finance: A Historical Overview. SSRN 244161 . In The Modern Theory of Corporate Finance, edited by Michael C. Jensen and Clifford H. Smith Jr., pp. 2–20. McGraw-Hill, 1990.  0070591091
- Graham, John R.; Harvey, Campbell R. (1999). „The Theory and Practice of Corporate Finance: Evidence from the Field”. AFA 2001 New Orleans; Duke University Working Paper. SSRN 220251 .
- Jonathan Berk; Peter DeMarzo (2013). Corporate Finance (3rd изд.). Pearson. ISBN 978-0132992473.
- Peter Bossaerts; Bernt Arne Ødegaard (2006). Lectures on Corporate Finance (Second изд.). World Scientific. ISBN 978-981-256-899-1.
- Richard Brealey; Stewart Myers; Franklin Allen (2013). Principles of Corporate Finance. Mcgraw-Hill. ISBN 978-0078034763.
- Julie Dahlquist, Rainford Knight, Alan S. Adams (2022). Principles of Finance. ISBN 9781951693541.
- Aswath Damodaran (1996). Corporate Finance: Theory and Practice. Wiley. ISBN 978-0471076803.
- João Amaro de Matos (2001). Theoretical Foundations of Corporate Finance. Princeton University Press. ISBN 9780691087948.
- Joseph Ogden; Frank C. Jen; Philip F. O'Connor (2002). Advanced Corporate Finance. Prentice Hall. ISBN 978-0130915689.
- Pascal Quiry; Yann Le Fur; Antonio Salvi; Maurizio Dallochio; Pierre Vernimmen (2011). Corporate Finance: Theory and Practice (3rd изд.). Wiley. ISBN 978-1119975588.
- Stephen Ross, Randolph Westerfield, Jeffrey Jaffe (2012). Corporate Finance (10th изд.). Mcgraw-Hill. ISBN 978-0078034770.
- Joel M. Stern, ур. (2003). The Revolution in Corporate Finance (4th изд.). Wiley-Blackwell. ISBN 9781405107815.
- Jean Tirole (2006). The Theory of Corporate Finance. Princeton University Press. ISBN 0691125562.
- Ivo Welch (2017). Corporate Finance (4th изд.). ISBN 9780984004928.

## Spoljašnje veze
- Finansijski menadžment
- Finance Definition - Investopedia
- Finance Definition - Corporate Finance Institute
- Wharton Finance Knowledge Project
- Hypertextual Finance Glossary (Campbell Harvey)
- Corporate finance resources (Aswath Damodaran)
- Financial management resources (James Van Horne)
- Financial mathematics, derivatives, and risk management resources (Don Chance)
- Personal finance resources (Financial Literacy and Education Commission, mymoney.gov)
- Public Finance resources Архивирано на веб-сајту  (2. јун 2023) (Governance and Social Development Resource Centre, gsdrc.org)